# Elizabeth Depelsenaire

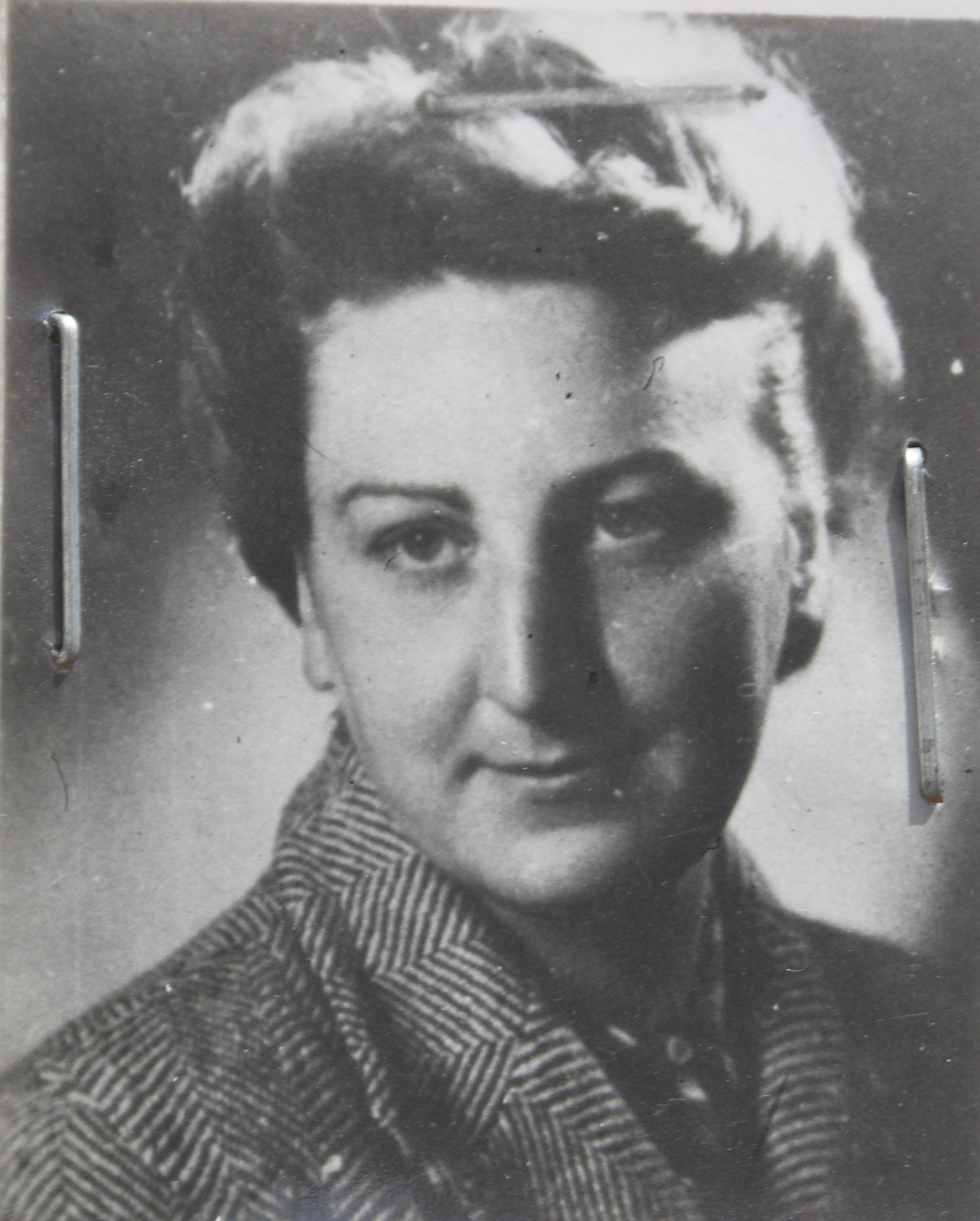
Elizabeth „Betty“ Depelsenaire 1940

Elizabeth „Betty“ Depelsenaire (* 23. August 1913 in Bonheiden; † 24. Januar 1998) war eine belgische Kommunistin, Anwältin und Frauenrechtlerin. Während des Zweiten Weltkriegs war Depelsenaire Mitglied des antinazistischen Rote Kapelle in Belgien, die Mitglieder der sowjetischen Spionagegruppe um Konstantin Jeffremov unterbrachte und ihnen Unterschlupf gewährte. Während des Krieges wurde Depelsenaire aufgrund ihrer Aktivitäten mehrmals verhaftet und schließlich in Bützow, inhaftiert. Sie ist eine der wenigen Frauen, die während des Zweiten Weltkriegs im Fort Breendonk inhaftiert waren.
Sie überlebte den Krieg und kehrte nach Belgien zurück, um dort als Anwältin zu arbeiten. Im Jahr 1946 schrieb sie über ihre Gefangenschaft (und die ihrer Freundin Miriam Sokol) in Fort Breendonk.

## Leben
Elizabeth Depelsenaire (geborene Sneyers) wuchs im bürgerlichen Milieu in Bonheiden, nördlich von Brüssel, auf. Ihre Mutter war katholisch und ihr Vater war ein Rechtsanwalt mit politisch liberalen Ansichten. Depelsenaire wurde in einem katholischen Internat in Gent erzogen. Nachdem sie die Jury Central-Aufnahmeprüfung bestanden hatte, begann Depelsenaire ein Studium der Rechtswissenschaften an der Université libre de Bruxelles in Brüssel.
Während ihres Studiums wurde Depelsenaire zur Antifaschistin. Nach ihrem Jura-Diplom 1936 und ihrem Abschluss an der Université libre de Bruxelles begann Depelsenaire an der Herausgabe der Zeitschrift der feministischen, antifaschistischen Organisation Femmes dans l'action mondiale (Teil des World Committee Against War and Fascism) mitzuarbeiten. Im selben Jahr trat sie heimlich der Kommunistischen Partei Belgiens (KPB) bei. 1937 heiratete sie den belgischen Rechtsanwalt Albert-Emile Depelsenaire.
Zu Beginn des Krieges begann das Ehepaar, Widerstand gegen die Nazis zu leisten. Bis 1940 war Albert Depelsenaire Auditeur-Militaire (Militärstaatsanwalt) in Brüssel.

## Widerstand
Im September 1939 wurde Depelsenaire für die Jeffremov-Gruppe, eine sowjetische Spionageorganisation mit Sitz in Brüssel, angeworben und arbeitete dort. Depelsenaire war für eine Untergruppe der Organisation verantwortlich, die Kurieren und Agenten in Brüssel Unterkünfte und Unterschlüpfe zur Verfügung stellte.
Im Jahr 1940 gewann Depelsenaire das belgische Ehepaar Jean Otten, einen Verkäufer, und seine Frau Jeanne Otten, eine Sekretärin bei Philips, für die Untergruppe. Weitere Mitglieder der Untergruppe waren Buntea Crupnic, eine Anwältin, und Marthe Vandenhoeck, eine Kurierin, die zwischen Paris und Brüssel arbeitete. In den Jahren 1940-1941 verteilte das Paar kommunistische Flugblätter und Zeitungen.  Ihre Tätigkeit wurde entdeckt und sie wurden am 10. November 1941 verhaftet. Albert Depelsenaire wurde nach Deutschland deportiert und starb 1943. Depelsenaire wurde später aus dem Gefängnis befreit.
Am 24. Juni 1942 organisierte Depelsenaire eine Unterkunft für den sowjetischen Agenten Willy Kruyt und seinen Sohn John William Kruyt, die mit einem Funkgerät in Brüssel abgesprungen waren, um mit Jeffremov Kontakt aufzunehmen. Nach weniger als einer Woche wurde Kruyt verhaftet und ins Gefängnis gesteckt. Kruyt verriet den Kurier Marthe Vandenhoeck, der seinerseits die Existenz von Depelsenaire verriet.

## Verhaftung und Gefangenschaft
Depelsenaire wurde am 13. Juli 1942 erneut verhaftet und war von September bis Weihnachten 1942 im Militärgefängnis Fort Breendonk in Mechelen in Belgien inhaftiert. In Breendonk, einem berüchtigten, von der SS geführten Gefängnis, wurde sie drei Monate lang gefoltert. Im Dezember wurde sie im Rahmen der Razzia von Agenten in das Gefängnis Saint-Gilles in Brüssel verlegt. Im März 1943 wurde sie mit dem Zug nach Deutschland in das Gefängnis Berlin-Moabit gebracht, zusammen mit anderen Mitgliedern der Roten Kapelle, mit denen sie in Verbindung gebracht wurde. Nach einem Jahr, im Winter 1944-1945, wurde Depelsenaire in das Gefängnis Bützow in Mecklenburg verlegt, wo sie im Mai 1945 von der Roten Armee befreit wurde.

## Nachkriegszeit
Nach dem Krieg sagte sie bei den Breendonk-Prozessen aus. Depelsenaire nahm an der Parteischule der belgischen kommunistischen Partei Unterricht in kommunistischer Ideologie. 1946 kandidiert sie für den Vorstand der KPB, lehnt es aber ab, ständiges Mitglied zu werden. Um ihren Lebensunterhalt zu sichern, arbeitet sie wieder als Anwältin in Brüssel. Im Frühjahr 1947 lebte Depelsenaire mit Franz Schneider, einem ehemaligen Kurier der Jeffremov-Gruppe, in Anderlecht. Aus beruflichen Gründen zog Depelsenaire in die Schweiz. Im Juni 1947 verließ Schneider Belgien und zog zu Depelsenaire nach Neuchâtel in der Schweiz. Das Paar heiratete am 2. August 1947. Die Depelsenaires lebten acht Jahre lang in der Schweiz und arbeiteten als Rechtsanwälte. Schließlich trennte sich das Paar und sie kehrte nach Belgien zurück. Sie heiratete zum dritten Mal einen Luxemburger, Alphonse Rodesch, einen ehemaligen Zollbeamten.
Depelsenaire blieb ihr Leben lang eine überzeugte Kommunistin. Noch 1960 hatte sie Kontakt zur Leitung der Kommunistischen Partei Belgiens.

## Auszeichnungen und Ehrungen
- Croix de Guerre mit Palmzweigen, für den Widerstand
- Croix du prisonnier politique 1940-1945